# أكبر (اسم)
أكبر هو اسم علم مذكر من أصل عربي، ومعناه هو على صيغة اسم التفضيل يدل على أنه أكبر من غيره سنًا أو مكانة وهو نقيض أصغر، مؤنثه كبرى.

## الأصل اللغوي
اسم علم مذكر عربي، على صيغة اسم التفضيل، يدل على أنه أكبر من غيره سناً أو مكانة، وهو نقيض أصغر، مؤنثه كُبرى. وقد تسموا به على المعاني العظيمة والحسنة. وقد يردُ ملحقاً ببعض الأسماء ولاسيما في الهند وإيران، مثل: علي أكبر.
اصل اسم أَكْبَر: عربي

## شخصيات تحمل الاسم
- أكبر أحمد (15 يناير 1943 – )
- أكبر افتخاري (لاعب كرة قدم إيراني، 7 ديسمبر 1943 – 9 نوفمبر 2017)
- أكبر الباكر (1962 – )
- أكبر توراييف (لاعب كرة قدم أوزبكستاني، 27 أغسطس 1989[4] – )
- أكبر شاه الثاني (22 أبريل 1760 – 28 سبتمبر 1837)
- أكبر صادقي (لاعب كرة قدم إيراني، 11 مارس 1985 – )
- أكبر عبدي (ممثل إيراني، 25 أغسطس 1960 – )
- أكبر غانجي (صحفي إيراني، 31 يناير 1960 – )
- أكبر محمدي (كاتب إيراني، 30 مايو 1969 – 30 يوليو 2006)
- أكبر هاشمي رفسنجاني (سياسي ورجل دين إيراني، 25 أغسطس 1934[5][6] – 8 يناير 2017[5][6])

## وصلات خارجية
- موسوعة السلطان قابوس لأسماء العرب